# Папенбург
Папенбург (нім. Papenburg) — місто в Німеччині, розташоване в землі Нижня Саксонія. Входить до складу району Емсланд.
Площа — 118,36 км2. Населення становить 37 885 ос. (станом на 31 грудня 2021).